# Franz von Graffenried
Franz von Graffenried (* 27. Dezember 1768 in Bern; † 3. November 1837 in Solothurn) war eine Schweizer Militärperson.
Von Graffenried besuchte die Militärakademie in Colmar. Er begleitete Napoleon in der Schweiz und beteiligte sich 1798 bei Kämpfen in Gümmenen als Jägerhauptmann und 1802 am Stecklikrieg. Er bewährte sich 1804 im Bockenkrieg und als Bataillonskommandant bei den Schweizer Grenzbesetzungen von 1805 und 1809 und wurde 1815 zum eidgenössischen Brigadekommandanten befördert. 1803 wurde er Berner Grossrat, von 1811 bis 1817 war er Oberamtmann von Seftigen und von 1819 bis 1829 Kommandant der Stadtpolizei Bern. Er war zudem Oberst.